# Конкорд (Арканзас)
Конкорд (англ. Concord) — місто (англ. town) в США, в окрузі Клеберн штату Арканзас. Населення — 190 осіб (2020).

## Географія
Конкорд розташований на висоті 318 метрів над рівнем моря за координатами 35°39′29″ пн. ш. 91°50′29″ зх. д. / 35.65806° пн. ш. 91.84139° зх. д. (35.658032, -91.841476). За даними Бюро перепису населення США в 2010 році місто мало площу 7,34 км², з яких 7,33 км² — суходіл та 0,01 км² — водойми.

## Демографія
Згідно з переписом 2010 року, у місті мешкали 244 особи в 98 домогосподарствах у складі 72 родин. Густота населення становила 33 особи/км². Було 122 помешкання (17/км²).
Расовий склад населення:
| - 99,6 % — білих |

До двох чи більше рас належало 0,4 %. Іспаномовні складали 1,2 % від усіх жителів.
За віковим діапазоном населення розподілялося таким чином: 21,3 % — особи молодші 18 років, 58,2 % — особи у віці 18—64 років, 20,5 % — особи у віці 65 років та старші. Медіана віку мешканця становила 46,3 року. На 100 осіб жіночої статі у місті припадало 106,8 чоловіків; на 100 жінок у віці від 18 років та старших — 100,0 чоловіків також старших 18 років.
Середній дохід на одне домашнє господарство становив 44 650 доларів США (медіана — 36 250), а середній дохід на одну сім'ю — 53 097 доларів (медіана — 49 583). За межею бідності перебувало 12,0 % осіб, у тому числі 5,4 % дітей у віці до 18 років та 32,3 % осіб у віці 65 років та старших.
Цивільне працевлаштоване населення становило 78 осіб. Основні галузі зайнятості: виробництво — 24,4 %, транспорт — 16,7 %, освіта, охорона здоров'я та соціальна допомога — 16,7 %.
За даними перепису населення 2008 в Конкорді мешкало 255 осіб, 78 сімей, налічувалося 106 домашніх господарств і 119 житлових будинків. Середня густота населення становила близько 34,9 осіб на один квадратний кілометр. Расовий склад Конкорда за даними перепису розподілився таким чином: 98,82 % білих, 0,78 % — корінних американців, 0,39 % — представників змішаних рас.
Іспаномовні склали 1,96 % від усіх жителів містечка.
З 106 домашніх господарств в 30,2 % — виховували дітей у віці до 18 років, представляли собою подружні пари, які спільно проживали, в 9,4 % сімей жінки проживали без чоловіків, 26,4 % не мали сімей. 24,5 % від загального числа сімей на момент перепису жили самостійно, при цьому 14,2 % склали самотні літні люди у віці 65 років та старше. Середній розмір домашнього господарства склав 2,41 особи, а середній розмір родини — 2,88 людини.
Населення містечка за віковим діапазоном за даними перепису 2000 року розподілилося таким чином: 23,1 % — жителі молодше 18 років, 5,5 % — між 18 і 24 роками, 25,5 % — від 25 до 44 років, 27,8 % — від 45 до 64 років і 18,0 % — у віці 65 років та старше. Середній вік мешканця склав 42 роки. На кожні 100 жінок в Конкорді припадало 102,4 чоловіків, у віці від 18 років та старше — 92,2 чоловіків також старше 18 років.
Середній дохід на одне домашнє господарство в містечкі склав 29 844 долара США, а середній дохід на одну сім'ю — 35 625 доларів. при цьому чоловіки мали середній дохід в 27 708 доларів США на рік проти 18 906 доларів середньорічного доходу у жінок. Дохід на душу населення в містечкі склав 18 313 доларів на рік. 9,3 % від усього числа сімей в окрузі і 13,1 % від усієї чисельності населення перебувало на момент перепису населення за межею бідності, при цьому 15,6 % з них були молодші 18 років і 12,8 % — у віці 65 років та старше.